# Eleições parlamentares europeias de 1989 (Alemanha Ocidental)
As eleições parlamentares europeias de 1989 na Alemanha Ocidental, realizadas a 18 de junho, serviram para eleger os 81 deputados do país para o Parlamento Europeu. O vencedor destas eleições foi o Partido Social-Democrata da Alemanha, que se conquistou 37,32% dos votos e 31 deputados, mas, o grande destaque destas eleições foi os 7,12% e 6 deputados conquistados pelos nacionalistas do partido Os Republicanos.

## Resultados Nacionais
| Partido                 | Partido                     | Partido                     | Votos          | %               | +/-     | Deputados | +/-   |
| ----------------------- | --------------------------- | --------------------------- | -------------- | --------------- | ------- | --------- | ----- |
|                         |                             | União Democrata-Cristã      | 8 332 846      | 29,54 / 100,00  | 7,92    | 25 / 81   | 9     |
|                         | União Social-Cristã         | 2 326 277                   | 8,25 / 100,00  | 0,24            | 7 / 81  | Estável   |       |
| A União                 | A União                     | 10 659 123                  | 37,79 / 100,00 | 8,16            | 32 / 81 | 9         |       |
|                         | Partido Social-Democrata    | Partido Social-Democrata    | 10 525 728     | 37,32 / 100,00  | 0,09    | 31 / 81   | 2     |
|                         | Os Verdes                   | Os Verdes                   | 2 382 102      | 8,45 / 100,00   | 0,30    | 8 / 81    | 1     |
|                         | Os Republicanos             | Os Republicanos             | 2 008 629      | 7,12 / 100,00   | Novo    | 6 / 81    | Novo  |
|                         | Partido Democrático Liberal | Partido Democrático Liberal | 1 576 715      | 5,59 / 100,00   | 0,79    | 4 / 81    | 4     |
|                         | União Popular Alemã         | União Popular Alemã         | 444 921        | 1,58 / 100,00   | Novo    | 0 / 81    | Novo  |
|                         | Outros                      | Outros                      | 609 472        | 2,16 / 100,00   |         | 0 / 81    |       |
| Votos inválidos         | Votos inválidos             | Votos inválidos             | 301 908        | 1,06 / 100,00   | 0,48    |           |       |
| Total                   | Total                       | Total                       | 28 508 598     | 100,00 / 100,00 |         | 81 / 81   |       |
| Eleitorado/Participação | Eleitorado/Participação     | Eleitorado/Participação     | 45 773 179     | 62,28 / 100,00  | 5,52    |           |       |
| Fonte                   | Fonte                       | Fonte                       | [ 2 ]          | [ 2 ]           | [ 2 ]   | [ 2 ]     | [ 2 ] |

## Resultados por Estados federais
Os resultados apresentados referem-se, apenas, aos partidos que obtiveram, pelo menos, 1% dos votos a nível nacional:
| Estados                    | %    | %    | %    | %    | %    | %   | %   | Votantes   |
| Estados                    | SPD  | CDU  | GRÜ  | CSU  | REP  | FDP | DVU | Votantes   |
| -------------------------- | ---- | ---- | ---- | ---- | ---- | --- | --- | ---------- |
| Baden-Württemberg          | 29,1 | 39,3 | 10,0 | -    | 8,7  | 7,2 | 2,4 | 4 058 273  |
| Baixa Saxônia              | 42,0 | 35,9 | 8,4  | -    | 4,8  | 5,8 | 1,6 | 3 579 790  |
| Baviera                    | 24,2 | -    | 7,8  | 45,4 | 14,6 | 4,0 | 1,0 | 5 163 320  |
| Bremen                     | 46,4 | 23,3 | 13,8 | -    | 4,5  | 7,0 | 3,2 | 304 681    |
| Hamburgo                   | 41,9 | 31,5 | 11,5 | -    | 6,0  | 6,2 | 1,5 | 707 317    |
| Hesse                      | 40,5 | 33,3 | 9,9  | -    | 6,5  | 5,5 | 2,3 | 2 539 177  |
| Renânia do Norte-Vestfália | 43,6 | 35,7 | 7,9  | -    | 4,1  | 5,7 | 1,3 | 8 058 446  |
| Renânia-Palatinado         | 40,2 | 38,7 | 7,3  | -    | 4,6  | 5,7 | 1,5 | 2 231 456  |
| Schleswig-Holstein         | 44,4 | 36,4 | 6,7  | -    | 4,6  | 5,3 | 1,3 | 1 201 267  |
| Sarre                      | 45,3 | 34,5 | 6,2  | -    | 5,8  | 4,8 | 1,3 | 664 871    |
| Alemanha Ocidental         | 37,3 | 29,5 | 8,4  | 8,2  | 7,1  | 5,6 | 1,6 | 28 508 598 |